# Transports dans la Mayenne
Les transports dans le département français de la Mayenne sont marqués par la prééminence de l'axe Paris - Le Mans - Laval - Rennes, sur lequel se côtoient l'autoroute A81, la ligne de Paris-Montparnasse à Brest et, depuis 2017, la LGV Bretagne-Pays de la Loire. Sur le reste du territoire rural et peu densément peuplé de la Mayenne, les routes à chaussées séparées sont peu nombreuses et le chemin de fer a pratiquement disparu.

## Transport routier

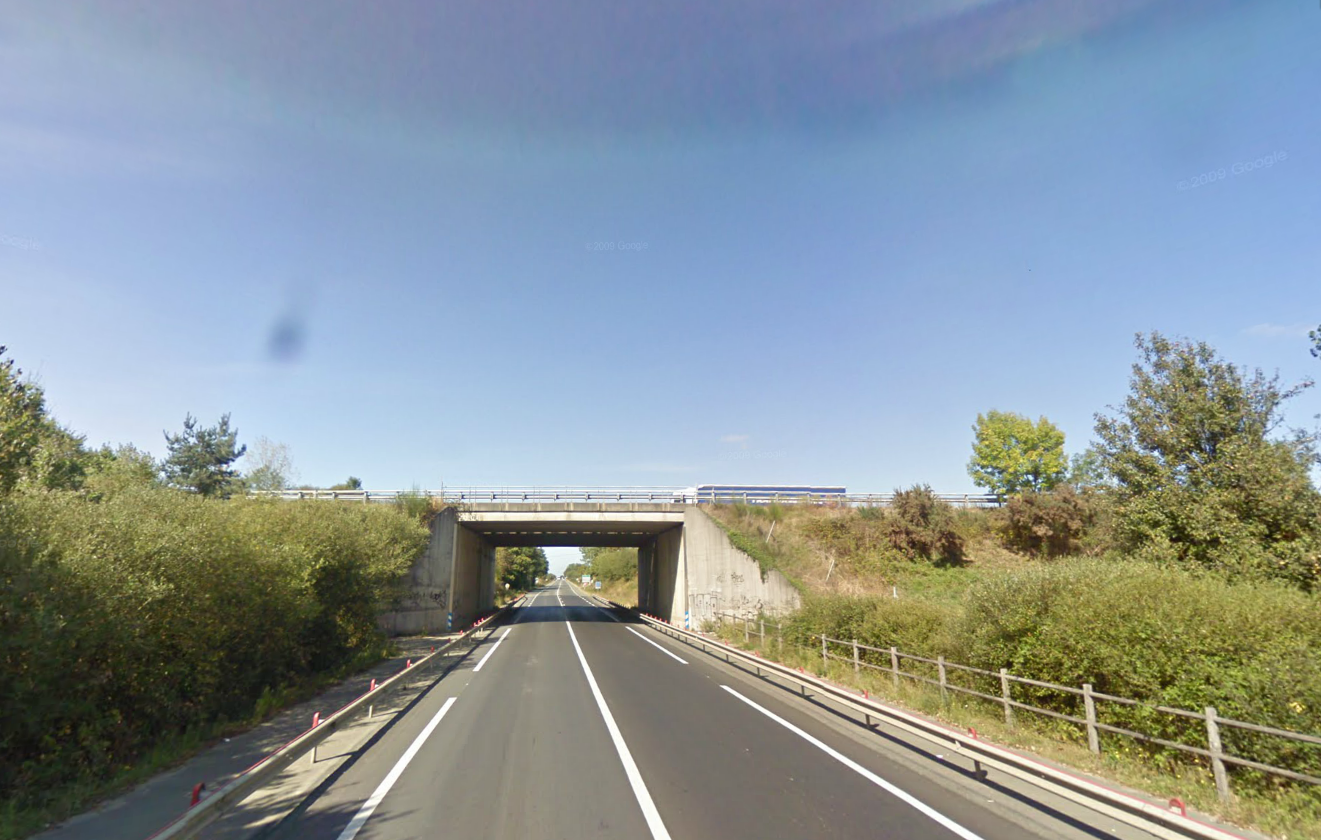
L'autoroute A81 passe au-dessus de la route départementale 31, dans la commune de Changé près de Laval.

### Infrastructures routières
L'autoroute A81, et, avant son ouverture en 1980, la route nationale 157 qui suivait le même itinéraire, constituent le principal axe de transport routier du département. Concédée et à péage, l'A81 est toutefois davantage destinée à des flux de transport traversants qu'aux déplacements internes au département : seuls quatre échangeurs desservent le territoire, à Vaiges, de part et d'autre de la préfecture Laval, et à la frontière du département d'Ille-et-Vilaine (où l'A81 s'achève et est prolongée par la RN 157 à 2x2 voies et gratuite).
La route nationale 162 relie les trois principales agglomérations du département, Mayenne, Laval et Château-Gontier, et se prolonge vers le Maine-et-Loire ; elle est aménagée en voie rapide sur une dizaine de kilomètres au nord de Laval. La route départementale 31 est également à 2x2 voies sur une quinzaine de kilomètres entre Laval et Ernée. Parmi les autres axes principaux du département, on peut citer la route nationale 12 qui relie Mayenne à Alençon et Paris vers l'est, et à Fougères et Rennes vers l'ouest.

### Transport collectif de voyageurs
La Mayenne est desservie par le réseau régional de transport routier Aléop (anciennement Pégase), qui exploite 23 lignes régulières dans le département. Laval possède une gare routière.

### Covoiturage et autopartage
La région Pays de la Loire subventionne le covoiturage domicile-travail réalisé via des applications en ligne-.

## Transport ferroviaire

### Historique

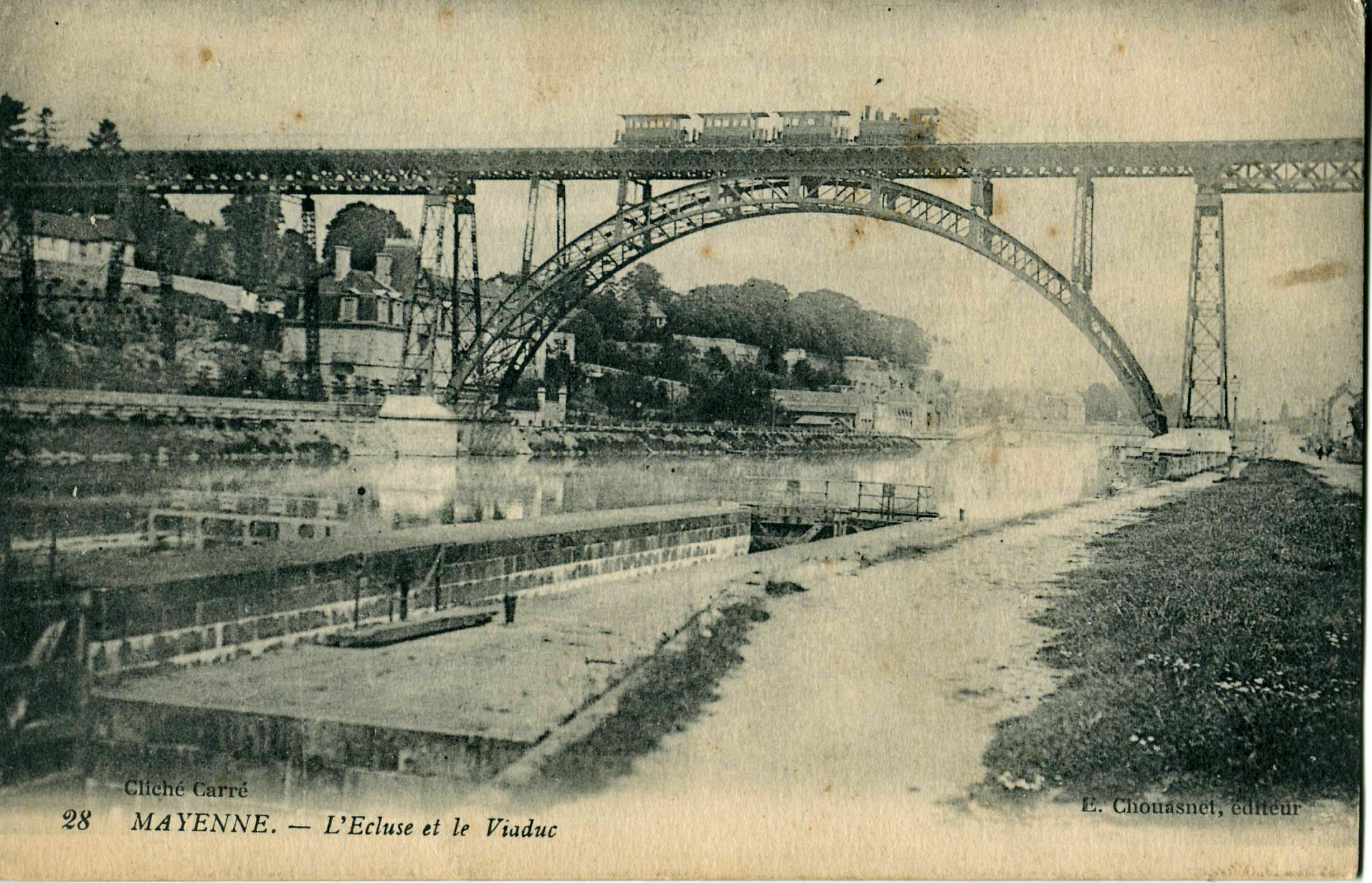
Le viaduc des Chemins de fer départementaux de la Mayenne sur la Mayenne à Mayenne.

Ouverte en 1855 entre Le Mans et Laval et en 1857 de Laval à Rennes, la ligne de Paris-Montparnasse à Brest a été la première ligne ferroviaire créée dans le département, et est restée jusqu'en 2017 la principale. Le réseau d’intérêt général du département a principalement été développé par la Compagnie des chemins de fer de l'Ouest. À la fin du XIXe siècle, le chemin de fer d’intérêt général atteignait les principales villes et bourges du département dont Château-Gontier, Craon, Ernée, Évron, Laval, Mayenne ou Pré-en-Pail.
La plupart de ces lignes de chemin de fer étaient à voie unique et assuraient un trafic essentiellement local, à l'exception de la ligne de Paris-Montparnasse à Brest et de la ligne de Sablé à Montoir-de-Bretagne par Château-Gontier, par laquelle la Compagnie de l'Ouest tâchait de concurrencer la Compagnie du chemin de fer de Paris à Orléans sur les relations Paris-Nantes et Paris-Saint-Nazaire. L'importance de cette ligne diminuera rapidement après la création de la SNCF en 1938, le trafic entre Paris et la basse Loire étant entièrement assuré par Angers.
La Mayenne a également été desservie par un réseau de trois lignes de chemin de fer d’intérêt local, exploité par les Chemins de fer départementaux de la Mayenne. Ce réseau, ouvert entre 1900 et 1903, a fermé entre 1938 et 1947.
La ligne de Paris-Montparnasse à Brest a été électrifiée en 25 kV – 50 Hz dans le département en 1965. À partir de 1989, la ligne est parcourue par les TGV Atlantique reliant Paris à Rennes puis à la Bretagne ; en 2017, l'ouverture de la LGV Bretagne-Pays de la Loire permet au TGV de gagner une quarantaine de minutes entre Paris et la capitale bretonne.
|                                             |
| Le réseau ferroviaire à son apogée en 1930. |

|                                     |
| Le réseau ferroviaire de nos jours. |

|                                                    |
| Carte animée de l’évolution du réseau ferroviaire. |

### Situation actuelle

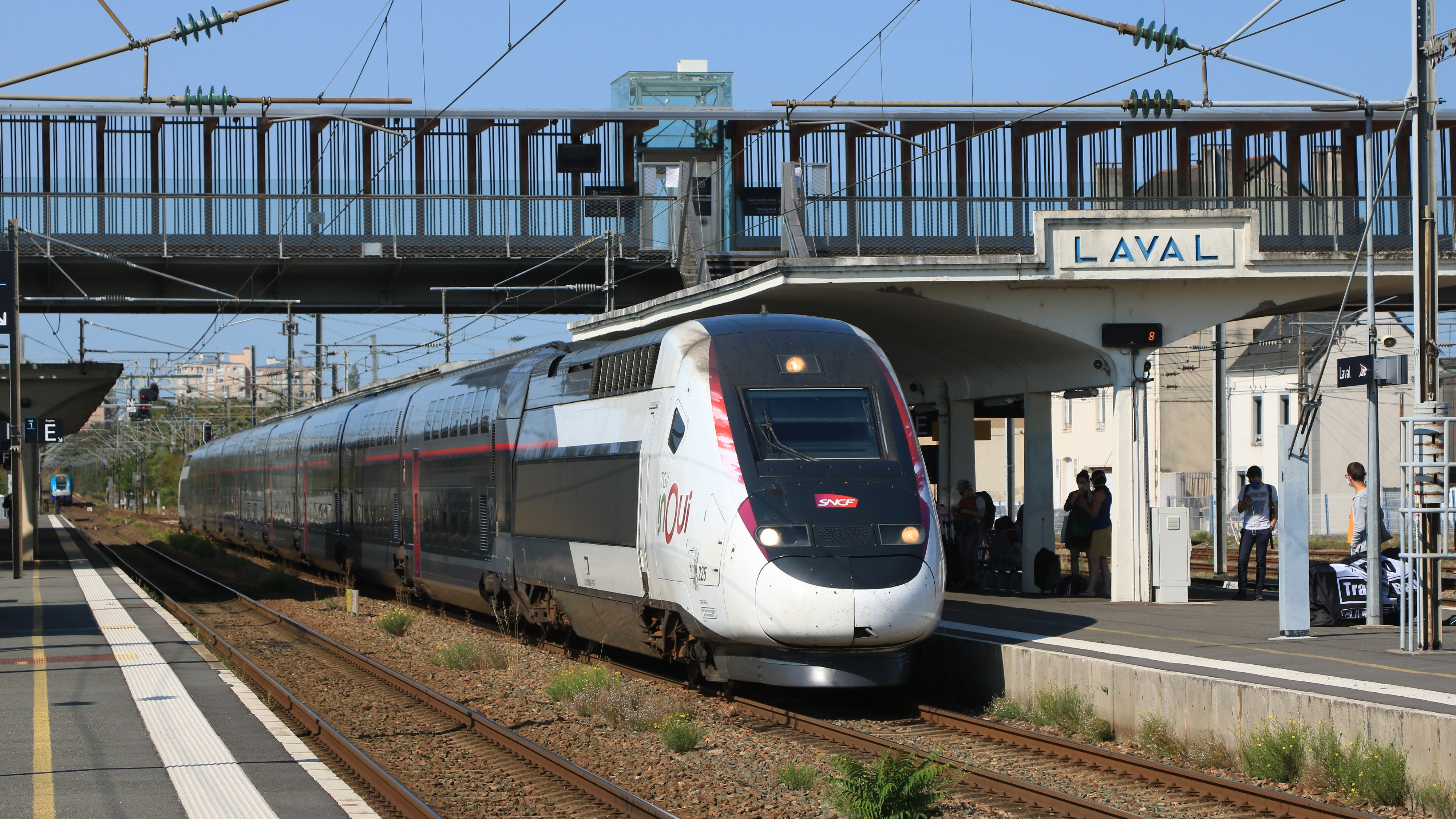
Une rame TGV Duplex en gare de Laval.

Avec 1 382 000 voyageurs en 2019, la gare de Laval est la principale gare du département, desservie par une partie des TGV et Ouigo reliant Rennes à Paris, au nord et au sud-est de la France, et par les TER rapides qui la relient à Angers et Nantes via la virgule de Sablé. Les huit autres gares du département ont une fréquentation de moins de 200 000 voyageurs en 2019 et n'accueillent que des trains régionaux du réseau TER Pays de la Loire (Aléop) reliant Le Mans et Rennes.
La ligne de Paris-Montparnasse à Brest et la LGV Bretagne-Pays de la Loire qui la double sont les seules lignes ferroviaires encore parcourues par des trains de voyageurs en Mayenne. La ligne de Sablé à Montoir-de-Bretagne accueille du trafic de fret jusqu'à Château-Gontier et est fermée au-delà. Les autres lignes du département sont fermées et pour la plupart déclassées.

## Transport fluvial
Bien que navigable jusqu'à Mayenne, la Mayenne n'a qu'un trafic fluvial anecdotique et n'est accessible qu'à la navigation de plaisance (classe 0 CEMT).

## Transport aérien
L'aéroport de Laval - La Mayenne (anciennement Laval - Entrammes) n'accueillant pas de ligne aérienne régulière, les habitants du département ont principalement accès au transport aérien par les aéroports de Rennes-Bretagne et Nantes-Atlantique.

## Transports en commun urbains et périurbains
Laval Agglomération et la commune de Mayenne sont les deux seules autorités organisatrices de la mobilité du département et organisent des services de transport dans leur ressort territorial.
Les Transports urbains lavallois ou TUL comptent 17 lignes de bus urbaines et 6 lignes interurbaines. Le réseau May'bus de Mayenne se limite à deux lignes desservies les après-midis de semaine.

## Modes actifs
Le département est traversé par plusieurs voies vertes, véloroutes et sentiers de grande randonnée, dont la Vélo Francette.
Laval Agglomération propose un service de vélo en libre service baptisé Vélitul.